# Edouard Corbière
Jean-Antoine-René-Édouard Corbière (Brest, 1º aprile 1793 – Morlaix, 27 settembre 1875) è stato uno scrittore, giornalista e marinaio francese.

## Biografia
Marinaio, scrittore, giornalista ed armatore, Edouard Corbière, padre del poeta Tristan Corbière, è considerato oggi come "il padre del romanzo marinaresco francese".
La famiglia Corbière era originaria della Haut-Languedoc. Alla nascita di Edouard, suo padre è capitano di marina. Sua madre, Jeanne-Renée Dubois, era nata a Morlaix nel 1768. Édouard è il terzo di quattro figli.
Orfano di padre dal 1802, il giovane Édouard non ha altra scelta che entrare anch'egli in marina per provvedere alle necessità della sua famiglia. Édouard Corbière fa quindi la dura esperienza del mare, finché, con l'avvento della Restaurazione, viene scartato dalla marina per le sue opinioni liberali.
Divenuto autore di scritti polemici, ha qualche problema con la giustizia, dapprima a Brest nel 1819 (a causa dei suoi articoli su « La Guêpe »), poi a Rouen nel 1823 (scrive su « La Nacelle »), ed è quindi spinto a riprendere la via del mare, questa volta nella marina mercantile. Per cinque anni naviga soprattutto fra Le Havre e la Martinica, come capitano di lungo corso, su un vecchio veliero, la Nina. Stabilitosi definitivamente a terra, a Le Havre, nel 1828, Édouard Corbière è invitato da Stanislas Faure, direttore del "Journal du Havre", a divenirne caporedattore, posto che occupa fino al 1839. Resta poi nella redazione del giornale fino al 1843. Sotto la sua guida, da scarno foglio di annunci il Journal du Havre diviene un organo di informazione commerciale e marittima di primaria importanza.
Nel frattempo, Corbière scrive diversi romanzi, il più noto dei quali, Le Négrier (1832), lo rende celebre a livello nazionale.
Nel 1839, viene fondata la "Compagnie des paquebots à vapeur du Finistère", che assicura i collegamenti fra Le Havre e Morlaix. Édouard Corbière sarà uno degli amministratori della compagnia, e successivamente ne diverrà il direttore, fino alla morte.
Nel 1844 sposa Marie-Angélique-Aspasie Puyo, figlia del suo amico, il negoziante Joachim Puyo, e si stabilisce definitivamente a Morlaix. A Morlaix, Édouard Corbière è l'iniziatore delle regate che prendono l'avvio nel 1851. Lo stesso anno, egli propone anche, senza successo, l'apertura di una sottoscrizione nazionale per consentire alla Francia di inviare uno yacht alla regata dell'Isola di Wight. Il 22 agosto 1851, lo schooner America vince lo storico trofeo che da allora porta il nome di "America's Cup".
Corbière è anche membro del consiglio municipale di Morlaix nel 1855 e nel 1860. Entrato alla Camera di commercio della città nel 1848, ne diviene vicepresidente dal 1866 al 1868, e successivamente presidente dal 1868 al marzo 1875.
Muore il 27 settembre 1875. Qualche mese prima, la scomparsa del suo primogenito, Édouard-Joachim, più noto sotto lo pseudonimo di Tristan Corbière, l'aveva colpito profondamente. La morte di Édouard Corbière provoca un autentico cordoglio sia a Le Havre che a Morlaix. 

## Opere
- Elégies brésiliennes (1823, seconda edizione rimaneggiata nel 1825), raccolta di poesie
- Le Négrier (1832, riedito varie volte)
- Les Pilotes de l'Iroise (1832)
- La mer et les marins
- Contes de bord
- Le prisonnier de guerre
- Scènes de mer
- Les trois pirates
- Tribord et bâbord